# Young & Hungry
Young & Hungry ist eine US-amerikanische Sitcom, die von David Holden für den Kabelsender ABC Family (seit 2016 Freeform) entwickelt wurde. Die Fernsehserie erzählt von der Gourmet-Bloggerin Gabi Diamond, verkörpert von Emily Osment, die als Privatköchin bei einem jungen Unternehmer anfängt. Die Erstausstrahlung in den Vereinigten Staaten begann am 25. Juni 2014 auf ABC Family.

## Handlung
Die Gourmet-Bloggerin Gabi Diamond beginnt bei dem jungen Unternehmer Josh Kaminski eine Stelle als Privatköchin. Dort muss sie nicht nur mit ihrer Tollpatschigkeit zu Recht kommen, sondern muss auch noch die Launen von Josh eigenwilligen Publizist und Assistenten Elliott ertragen. Unterstützung erhält sie von ihrer besten Freundin Sofia Rodriguez und der Haushälterin Yolanda. Zu allem Übel muss sich Gabi auch noch in Josh verlieben, der eigentlich mit Caroline liiert ist.

## Figuren
Gabi Diamond
Gabi ist eine resolute, jungen Gourmet-Bloggerin, die es liebt zu kochen und dies auch noch exzellent kann. Gabi hat die Schule abgebrochen und wohnt mit ihrer besten Freundin Sofia in einer WG. Außerdem besitzt sie die Gabe, jedem Menschen auf den Kopf zuzusagen, was dieser am liebsten essen will. Gabi sucht zu Beginn der Serie einen Job. Sie versucht die Privatköchin von Josh Kaminski zu werden, wird jedoch von dessen Assistenten Elliot abgelehnt. Als sie Josh begegnet, verliebt sie sich in ihn, und sie bekommt die Stelle.
Josh Kaminski
Josh ist ein naiver, wohlhabender, junger Unternehmer und Millionär. Er stellt Gabi als seine Privatköchin ein, die ihm mit der Zeit ans Herz wächst und langsam sich in sie verliebt. Er ist zu Beginn mit Caroline liiert. Josh erkennt zwar, dass sie hochnäsig und eingebildet ist, aber er versucht dies zu ignorieren.
Elliot Park
Elliot ist der persönliche Assistent von Josh. Er führt das Vorstellungsgespräch mit Gabi und ist nicht begeistert, dass diese die Stelle bekommt, da er viel lieber einen berühmten, attraktiven Koch nehmen will. Er versucht alles, um seinen Chef Josh glücklich zu machen. Er und Gabi verbindet eine Hassliebe. Er ist homosexuell.
Sofia Rodriguez
Sofia ist die beste Freundin von Gabi und eine ehrgeizige Bankangestellte. Sie ist willensstark und will ihre Karriere vorantreiben. Sie gibt Gabi oft amüsante Ratschläge.
Yolanda
Yolanda ist Josh freche Haushälterin. Sie ist sehr laut und sagt, was sie denkt. Sie und Gabi freunden sich schnell an. Sie hat immer einen bissigen Spruch auf den Lippen.
Caroline Huntington
Caroline ist Josh Freundin und später dessen Verlobte. Sie sieht in Gabi nur das Unprofessionelle und Unzuverlässige.
Donna Kaminski
Joshs Mutter.

## Produktion
Im August 2013 bestellte der Sender den Comedypilot Young & Hungry. Hinter dem Projekt, das auf dem Leben der Food-Bloggerin Gabi Moskowitz basiert, steht David Holden, sowie Ashley Tisdale mit ihrer Produktionsfirma Blondie Girl Productions. Am 25. September 2013 wurde Emily Osment für die Hauptrolle der Gabi Diamond besetzt. Des Weiteren folgten im Oktober desselben Jahres Rex Lee und Jonathan Sadowski in weiteren Hauptrollen.
Die erste Staffel der Serie, bestehend aus zehn Folgen, wurde von ABC Family im Januar 2014 bestellt.

## Besetzung

### Hauptbesetzung
| Rollenname      | Schauspieler/in   | Hauptrolle | Synchronsprecher/in |
| --------------- | ----------------- | ---------- | ------------------- |
| Gabi Diamond    | Emily Osment      | 1.01–5.20  |                     |
| Josh Kaminski   | Jonathan Sadowski | 1.01–5.20  |                     |
| Elliot Park     | Rex Lee           | 1.01–5.20  |                     |
| Sofia Rodriguez | Aimee Carrero     | 1.01–5.20  |                     |
| Yolanda         | Kym Whitley       | 1.01–5.20  |                     |

### Neben- und Gastdarsteller
| Rollenname          | Schauspieler/in   | Gastauftritt     | Synchronsprecher/in |
| ------------------- | ----------------- | ---------------- | ------------------- |
| Caroline Huntington | Mallory Jansen    | 1.01–1.10        |                     |
| Logan Rawlings      | Ashley Tisdale    | 1.03, 2.03, 4.08 |                     |
| Judy Green          | Jessica Lowndes   | 1.03             |                     |
| Amir                | Shawn Parikh      | 1.05             |                     |
| Cam                 | Nick Roux         | 1.05             |                     |
| Beverly             | Virginia Williams | 1.05             |                     |
| Cooper              | Jesse McCartney   | 1.06–2.10        |                     |

## Ausstrahlung
Vereinigte Staaten
Die Ausstrahlung der ersten Staffel begann am 25. Juni 2014 auf ABC Family und diente als Lead-Out für die Comedyserie Mystery Girls, die am selben Tag startete. Das Staffelfinale wurde am 27. August 2014 gezeigt.

## Rezeption
„Die Sitcom Young & Hungry bietet mit der Pilotepisode vor allem leichte Unterhaltung, die sich ganz gut macht, wenn man neben einer anderen Beschäftigung mit einem Auge auf die Mattscheibe schielt. Am Grundrezept haben die Autoren zumindest so lange gefeilt, dass alle Zutaten mit reingekommen sind: die bissige Haushälterin mit Herz, der arrogante Assistent als vorläufiger Gegenspieler der Protagonistin, der naive Chef samt unsympathischer Lebensgefährtin, die talentierte, aber verzweifelte Köchin samt schlagfertiger Freundin. Doch in der Pilotepisode bleiben die Witze flach, die Handlung vorhersehbar und die Charaktere finden ihren Weg ins Herz des Publikums nur schwerlich“